# Rancho Banquete (Teksas)
Rancho Banquete je naseljeno mjesto za statističke potrebe u američkoj saveznoj državi Teksas. Prema popisu stanovništva iz 2010. u njemu je živjelo 424 stanovnika.